# 787
Évszázadok: 7. század – 8. század – 9. század
Évtizedek: 730-as évek – 740-es évek – 750-es évek – 760-as évek – 770-es évek – 780-as évek – 790-es évek – 800-as évek – 810-es évek – 820-as évek – 830-as évek
Évek: 782 – 783 – 784 – 785 –  786 – 787 – 788 – 789 – 790 – 791 – 792

## Események

### Európa
- Eiréné bizánci régens összehívja a második nikeai zsinatot, ahol eretnekséggé nyilvánítják az ikonoklasztáziát (képrombolást), a birodalom korábbi hivatalos teológiai irányvonalát.
- Nagy Károly frank király megtámadja a Beneventói Hercegséget és ostrom alá veszi Capuát. II. Arechis herceg előbb Salernóba menekül, majd meghódol Nagy Károlynak és túszként átadja neki fiait. Károly az idősebb Romualdot hazaküldi, csak Grimoaldot tartja udvarában. Arechis és Romuald még ebben az évben meghal, Nagy Károly pedig hűségeskü után szabadon engedi a hercegséget öröklő Grimoaldot.
- Nagy Károly Wormsba idézi III. Tassilo bajor herceget (akit korábban a lázadó szászok támogatásával vádoltak). Tassilo ezt visszautasítja, mire a király hadjáratot készít elő ellene. Mikor a saját emberei is elfordulnak tőle, Tassilo kapitulál és vazallusi esküt tesz Károlynak.
- Meghal Marcarius, a frank vazallus friuli herceg. Nagy Károly egyelőre nem nevez ki új herceget.
- Meghal Maurizio Galbaio velencei dózse. Utódja (választás nélkül, mivel már korábban társdózse volt) fia, Giovanni Galbaio.
- Offa merciai király meggyőzi az országába látogató pápai legátusokat, hogy a lichfieldi püspökséget emeljék érsekségi rangra. Az újdonsült érsek, Hygeberht társuralkodóként megkoronázza és felkeni Offa fiát, Ecgfrithet.

## Születések
- augusztus 10. – Abu Masar al-Balhí, perzsa csillagász, asztrológus
- Al-Amín, abbászida kalifa

## Halálozások
- augusztus 26. – II. Arechis, beneventói herceg
- Bernard, Martell Károly fia
- Marcarius, friuli herceg
- Maurizio Galbaio, velencei dózse
- Willibald, eichstätti püspök

## Fordítás
- Ez a szócikk részben vagy egészben  a(z)   787 című angol Wikipédia-szócikk ezen változatának fordításán alapul.  Az eredeti cikk szerkesztőit annak laptörténete sorolja fel. Ez a jelzés csupán a megfogalmazás eredetét és a szerzői jogokat jelzi, nem szolgál a cikkben szereplő információk forrásmegjelöléseként.